# ConferenceBike

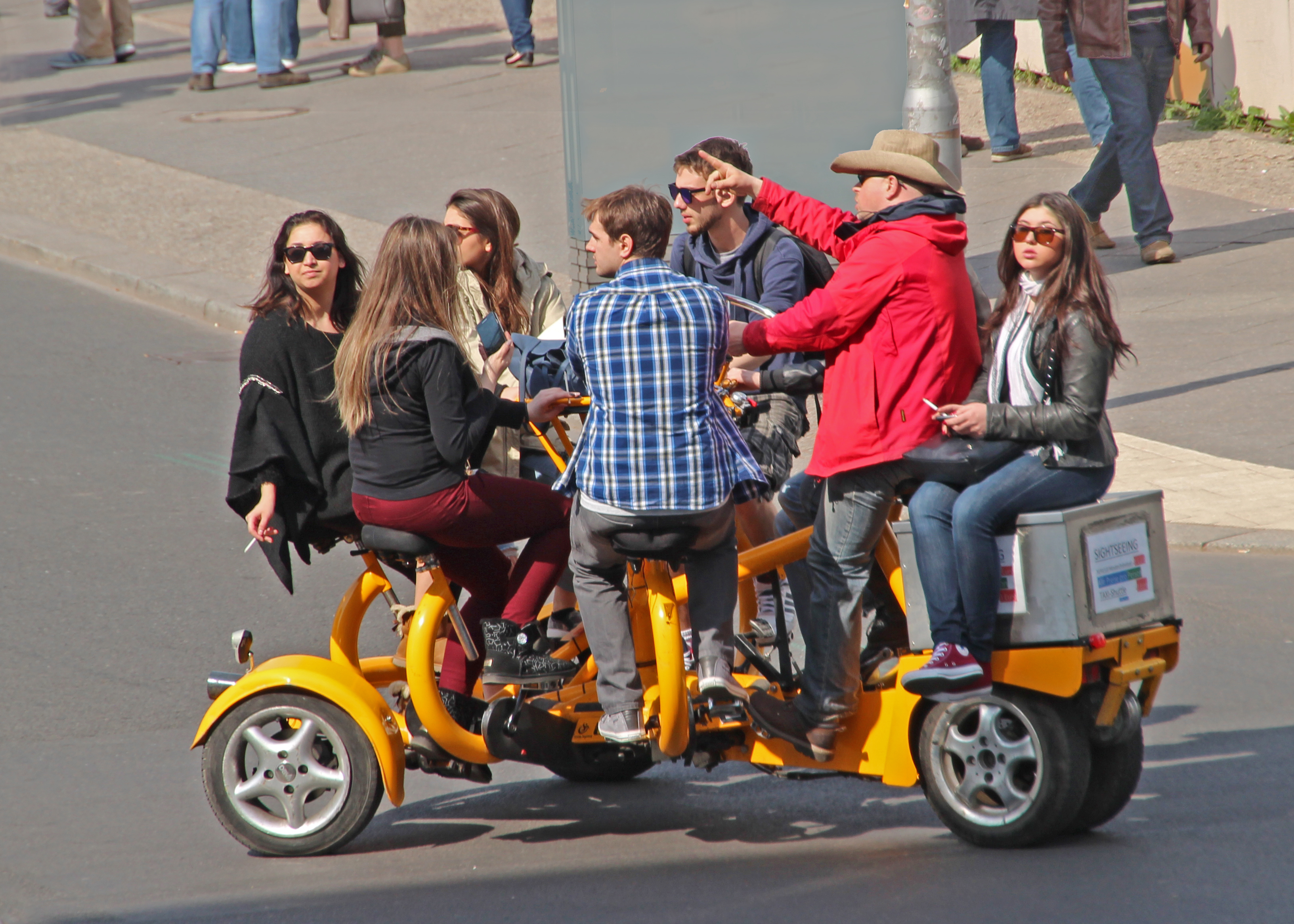
ConferenceBike, bemannt

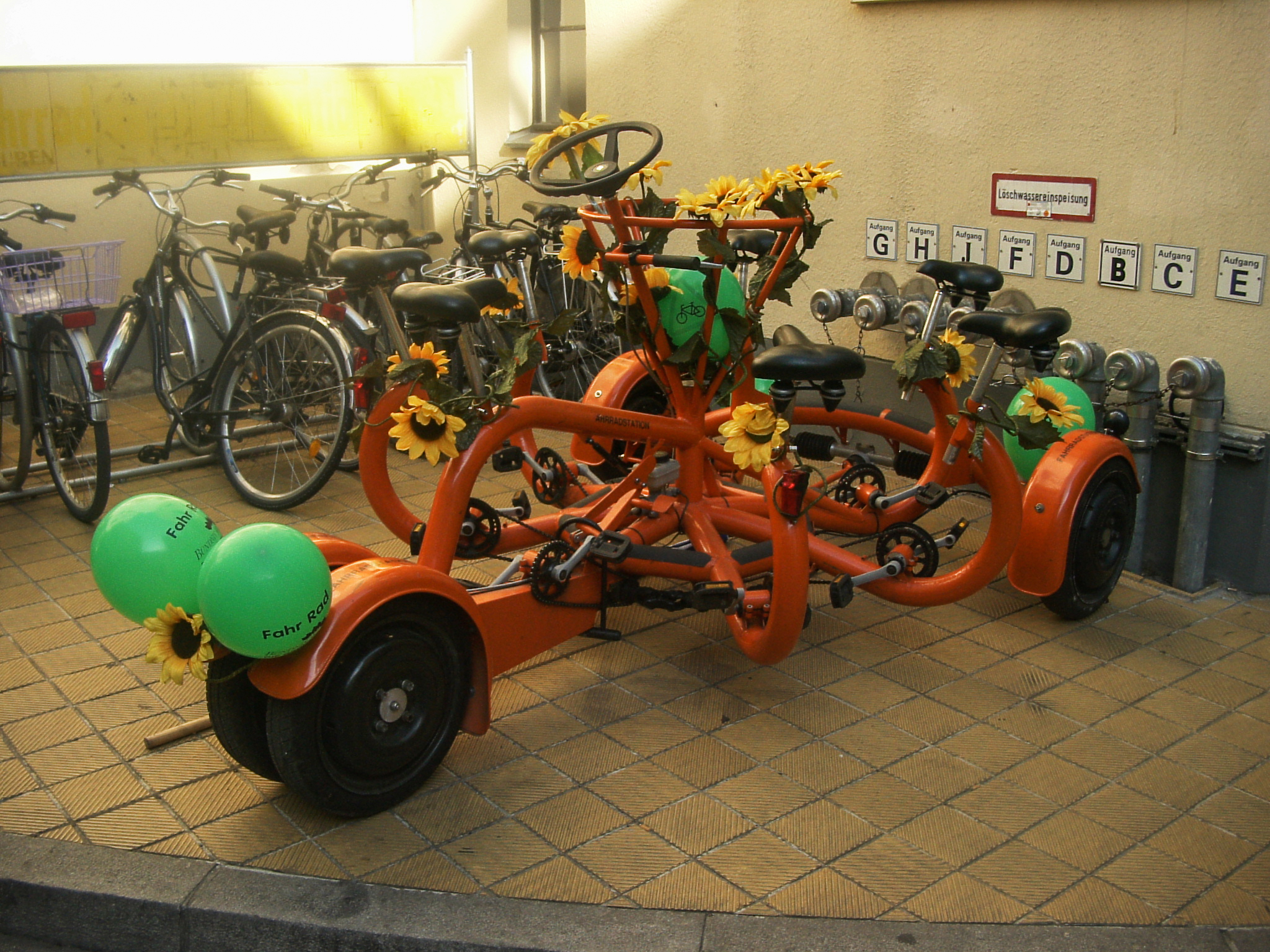
ConferenceBike, unbemannt

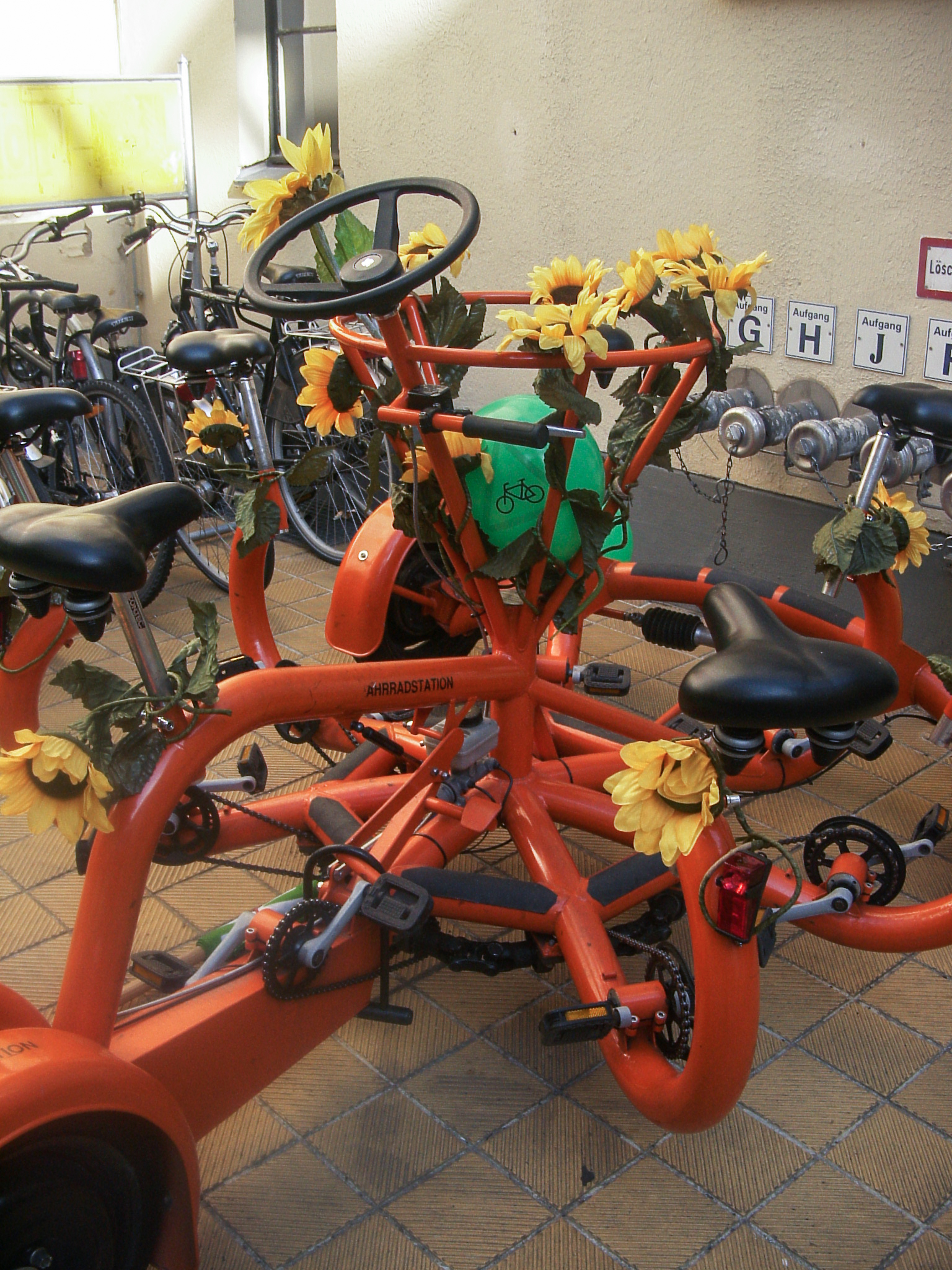
Detailaufnahme

ConferenceBike ist der Produktname eines Fahrrads für sieben Personen, das von der Firma Velo.Saliko hergestellt wurde. Die Mitfahrer sitzen dabei im Kreis, mit Blick nach innen. Der Fahrzeugführer hat ein Lenkrad sowie zwei Bremsen zur Verfügung.

## Technik
Das ConferenceBike besitzt die Grundform eines Dreirades, hat aber vier Auto(Not-)räder, davon zwei als Zwillings-Hinterräder. Der Rahmen besteht aus gebogenen Armen aus Stahlrohr mit tiefem Durchstieg, die sternförmig angeordnet sind. Zwischen den Armen ist Platz zum Hineingehen und leichten Aufsteigen. Die komplett abgedeckte Kraftübertragung erfolgt mittels Fahrradketten, die über je einen Freilauf mit Doppelkardangelenken verbunden sind und eine ringförmige Sammelwelle („Ringwelle“) bilden. Die Gesamtkraft wird mit einer Motorradkette auf die Hinterachse übertragen. Es besitzt zwei unabhängige Bremssysteme, die auf Scheibenbremsen wirken, und eine Feststellbremse. Die Beleuchtung entspricht einer verdoppelten Fahrradbeleuchtungsanlage. Als Lenkung dient eine PKW-Zahnstangenlenkung. Durch die in weitem Bereich höhenverstellbaren Sättel kann das ConferenceBike von Personen zwischen zirka 1,45 und 2,00 m Körpergröße gefahren werden.
Es wiegt ungefähr 200 kg, einige Exemplare haben keine Gangschaltung.

## Rechtliches
Das ConferenceBike hat als rein muskelkraftbetriebenes Fahrzeug denselben Status wie ein Fahrrad und darf somit auf der Straße fahren. Wegen seiner Breite braucht es keine Radwege zu benutzen. Aufgrund seiner Einstufung als Fahrrad braucht das ConferenceBike keine TÜV-Abnahme und ist zulassungs- und steuerfrei, unterliegt aber der Straßenverkehrszulassungsordnung (StVZO). Die in manchen Städten geltenden Einschränkungen für Thekenfahrräder („Bierbikes“) gelten nicht für ConferenceBikes.

## Geschichte
Das Konzept des ConferenceBike geht auf den in Holland lebenden US-Amerikaner Eric Staller zurück. Als Künstler und Designer hatte er in den späten 1980er Jahren in New York die Idee eines Mehrpersonenfahrrades, das die Benutzer und die Passanten einfach fröhlich machen sollte. Die Mitfahrer sitzen im Kreis statt in Fahrtrichtung, und alle sehen sich an.
Der erste Prototyp wurde 1989 in den USA hergestellt und hieß „Octos“. Es war ein achtsitziges Fahrzeug mit außenliegendem ringförmigem Rahmen und vier Rädern. Später entstand ein dreirädriges und fünfsitziges Exemplar mit in der Draufsicht herzförmigem Rahmen, das „Love bike“. Weitere Versionen als dreirädriger Sechssitzer mit außenliegendem vieleckigen Rahmen wurden in Holland von unterschiedlichen Herstellern gebaut. Alle diese Ausführungen hatten ein gelenktes Rad vorn und zwei hinten, davon eins angetrieben. Das Sammeln der Antriebskraft geschah durch verschränkte Fahrradketten.
Ab 2001 entwickelten die Ingenieure der eigens in Hannover gegründeten Firma Velo.Saliko ein komplett neues Konzept und Design mit sternförmigem Rahmen, zwei Rädern vorn und verbesserter Straßenlage durch niedrigeren Schwerpunkt. Hier wird die Antriebskraft mittels kompakter Ringwelle mit Kardangelenken gesammelt. Seit 2002 wurde das ConferenceBike in Serie gebaut und weltweit vertrieben.

## Betrieb und Einsatz
Durch die kreisförmige Sitzanordnung kommen die Mitfahrer schnell ins Gespräch, wodurch es sich für Gruppenseminare und Teamtrainings eignet. Weiterhin bietet es sich für Besichtigungstouren und Führungen für kleinere Gruppen über größere Distanzen und für Werbeaktionen an. Der Erfinder des ConferenceBikes hat ein Exemplar einer Organisation für Taubblinde gespendet, um ihnen Radfahren als ein Gruppenerlebnis zu ermöglichen.
Diverse Vermieter bzw. Betreiber von Vermietstationen haben das ConferenceBike in ihr Programm aufgenommen. Der Fokus liegt hierbei eher auf der Attraktion und dem Spaßfaktor. Das ConferenceBike wird zunehmend im Marketing und für Promotions eingesetzt, zumal auch Werbeflächen angebracht werden können. Auch im Bereich des Tourismus wird es verwendet.

## Technische Daten
- Länge: 2,50 m
- Breite: 1,80 m
- Gewicht: 220 kg
- Wendekreis: 6,50 m